# Changīzah
Changīzah (persiska: چنگیزه) är en ort i Iran.   Den ligger i provinsen Kermanshah, i den nordvästra delen av landet, 400 km väster om huvudstaden Teheran. Changīzah ligger 2 030 meter över havet och antalet invånare är 217.
Terrängen runt Changīzah är kuperad, och sluttar norrut. Runt Changīzah är det ganska tätbefolkat, med 185 invånare per kvadratkilometer. Närmaste större samhälle är Kāmyārān, 18,9 km väster om Changīzah. Trakten runt Changīzah består i huvudsak av gräsmarker.